# Elizabeth Anyanacho
Elizabeth Oluchi Anyanacho, née le 9 avril 1999, est une taekwondoïste nigériane.

## Carrière
Elizabeth Oluchi Anyanacho est médaillée de bronze dans la catégorie des moins de 67 kg aux Jeux africains de 2019 à Rabat.
Elle remporte dans la même catégorie le tournoi de qualification africain pour les Jeux olympiques d'été de 2020, la médaille d'argent des Championnats d'Afrique de taekwondo 2021 à Dakar, la médaille de bronze des Championnats d'Afrique de taekwondo 2022 à Kigali, la médaille d'argent des Championnats d'Afrique de taekwondo 2023 à Abidjan et la médaille d'or des Jeux africains de 2023 à Accra. Elle est également médaillée de bronze par équipe aux Jeux africains de 2023.